# Henri Ier de La Trémoille

Armes de Henri de La Trémoïlle.

Henri de La Trémoïlle  ou Guy XXI de Laval, 3e duc de Thouars de 1604 à sa mort, né le 22 décembre 1598 à Thouars et mort le 21 janvier 1674, est un gentilhomme et homme de guerre français du XVIIe siècle. Il est le fils de Claude de La Trémoille et de Charlotte-Brabantine d'Orange-Nassau.
Surnommé le « duc de La Trémoille », il est prince de Talmont et de prince de Tarente, comte de Laval (parfois appelé Guy XXI de Laval), seigneur de Montfort, baron de la Roche-Bernard, de Gaël, de Villefranche, comte de Guînes, de Jonvelles, (de Taillebourg) et de Benon, vicomte de Rennes et de Bais, et baron de Quintin, de Vitré, de Sérigné, de Didonne, de Loudun, de Mauléon, et de Berrie, marquis d'Espinay, baron de Quintin, seigneur d'Avaugour, châtelain du Désert-à-Visseiche, seigneur de Bécherel et enfin Pair de France, chevalier du Saint-Esprit (reçu le 14 mai 1633).

## Biographie

### Comté de Laval
Pour l'Art de vérifier les dates, il succéda dans le comté de Laval à Guy XX de Laval, du chef de sa bisaïeule, Anne de Laval, seconde fille de Guy XVI de Laval, sous la garde-noble de Charlotte-Brabantine d'Orange-Nassau, sa mère.
Le 17 février 1606, la duchesse douairière Charlotte-Brabantine d'Orange-Nassau prête foi et hommage pour ces terres au nom de son fils et le 24 février, par lettres patentes, Henri IV de France lui fait don des frais usuels de rachats. Mais l'héritage est contesté par la comtesse douairière de Laval, la marquise de Mirebeau et, au nom de leurs fils, par la duchesse d'Elbeuf et la princesse de Condé. Charlotte-Brabantine de Nassau obtient gain de cause et réussit à maintenir la puissance territoriale des La Trémoille en Bretagne et en Mayenne.
Henri de la Trémoille, prince de Talmont, duc de Thouars, comte de Laval, etc., fit sa première entrée dans Laval, le 3 août 1608, accompagné de Charlotte de Nassau sa mère et de son oncle Philippe de Nassau, prince d'Orange. Il revint y passer huit jours en 1623 avec Marie de la Tour d'Auvergne qu'il avait épousée quelques années auparavant. Les bourgeois leur firent un accueil solennel auquel ils répondirent en invitant les plus notables à venir dîner au château.

### Catholicisme
Le 18 juillet 1628, Henri abjure entre les mains du cardinal de Richelieu lors du siège de La Rochelle le protestantisme et se convertit au catholicisme. Il prend cette décision considérant que le seul recours résidait en la personne du roi Louis XIII.
Il favorise ainsi l'implantation d'ordres catholiques à Thouars : les Ursulines en 1632, les Clairettes en 1652. Malgré cela, il ne cherche pas à obliger son épouse à se convertir ni à interdire le culte protestant dans ses possessions.

### Carrière militaire
Louis XIII lui marque sa satisfaction en lui accordant la charge de Maître-de-camp-général de la Cavalerie légère.
En mars 1629 il participa à la campagne éclair d'Italie. S'étant trouvé, en 1629, à l'attaque du Pas-de-Suze, il y avait fait preuve de valeur, et l'année suivante il avait été blessé au genou à la prise de Carignan. Mais à la suite d'une blessure qui l'empêchait d'exercer sa charge, il vendit cette dernière en 1633 et entreprit une carrière politique. Il servit ensuite, en 1636, au siège de Corbie.

### Marie de La Tour d'Auvergne
Peu à peu, son épouse Marie de La Tour d'Auvergne prend la place de la duchesse douairière Charlotte-Brabantine comme maîtresse de maison et exerce son « autorité par procuration » notamment sur les terres de Laval et de Vitré. Cette dernière, habile et ambitieuse, voulait que son mari fût prince, comme issu par la famille de Laval de Charlotte d'Aragon, héritière du royaume de Naples. En 1648, elle marie son fils aîné Henri Charles à Amilie de Hesse-Cassel, fille de Guillaume V de Hesse-Cassel et d'Amélie-Élisabeth de Hanau-Münzenberg et obtient l'insertion d'une clause particulière dans le traité de Westphalie, accordant au duc le titre nominal de roi de Naples. Le statut de prince étranger est obtenu en 1651.
Aux obsèques du roi Louis XIII, en 1643, il remplit la charge de grand-maître. En 1668, Henri ayant la goutte, devint totalement impotent et laisse les affaires de son duché à son fils aîné. Il meurt le 21 janvier 1674, à l'âge de soixante-quinze ans. Son corps est inhumé à la collégiale de Thouars.

## Mariage et descendance
Il épouse sa cousine germaine Marie de La Tour d'Auvergne. Le contrat de mariage est passé le 19 janvier 1619 et le mariage est célébré le 18 février 1619 à Sedan. De cette union naissent :
- Henri Charles (17 décembre 1620 - Château de Thouars † 14 septembre 1672 - Château de Thouars), prince de Tarente, et de Talmont, comte de Laval et de Taillebourg, seigneur de Montfort, comte de Guînes et de Benon, marquis d'Espinay, baron de Vitré, vicomte de Rennes, seigneur de Mauléon, de Berrie et de Didonne, châtelain du Désert-à-Domalain, chevalier de l'Ordre de la Jarretière, gouverneur de Bois-le-Duc,
- un enfant mort jeune en mars 1623,
- Louis Maurice (8 juin 1624 - L'Isle-Bouchard † 25 juin 1681), comte de Laval, marquis d'Espinay, seigneur de Sérigné, abbé de Charroux et de Sainte-Croix de Talmont,
- Élisabeth (18 juillet 1628 à Vitré, † mars 1640),
- Marie-Charlotte (26 janvier 1632 - Thouars † 24 août 1682 - Iéna), mariée le 18 juillet 1662 (Paris) au duc Bernard de Saxe-Iéna (1638 † 1678), (fils de Guillaume Ier de Saxe-Weimar),
- Armand-Charles (15 juin 1635 † 13 décembre 1643), seigneur de Montfort et comte de Taillebourg,

## Hôtel
- Hôtel de La Trémoille, rue de Tournon, à Paris.